# モード・スライ

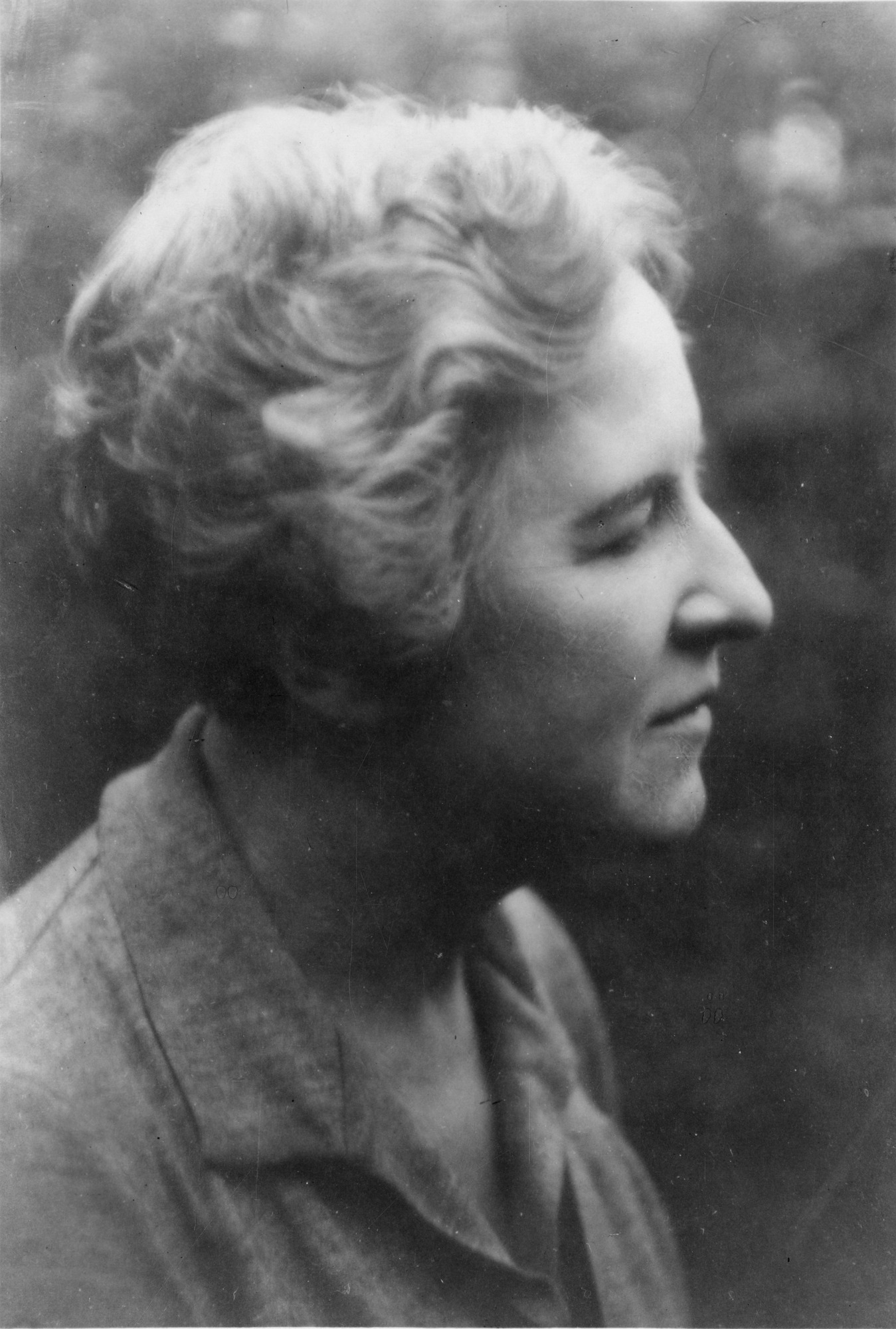
モード・スライ

モード・スライ（Maud Slye、1879年2月1日 - 1954年9月17日）は、アメリカ合衆国の女性病理学者である。純系マウスの繁殖を行い、100%癌になる系統のマウスと癌にならない系統のマウスを分離し、癌の遺伝説を主張した。
ミネアポリスに生まれた。シカゴ大学とブラウン大学で学んだ。卒業後の研究として1908年からシカゴ大学でマウスの神経学的実験を始めたが、癌の研究に転じ、シカゴ大学構内の家に40年間住み、150,000匹のマウスを飼育して、系統を管理した。1916年、アメリカがん学会で癌の遺伝説を発表した。がんの遺伝説はリトル（Clarence Cook Little）らによって激しく攻撃された。マウスの結果を人間に摘要し、適切な配偶者選択が、がんを根絶するに役立つと主張したことが攻撃された理由でもあった。26年間、休みをとらず仕事を行い、生涯独身であった。1922年に、准教授に昇進し、1926年に助教授となった。1945年に引退し、病理学の名誉教授となった。1914年に米国医師会の金メダル、1922年にアメリカ放射線学会の金メダルなどを受賞した。